# Marsangy
Marsangy est une commune française située dans le département de l'Yonne et la région de Bourgogne-Franche-Comté. Ses habitants sont appelés les Maximiacusiens.

## Géographie
La commune, située à environ 120 km de Paris et 12 km de Sens, est divisée en trois hameaux : Chaumes, Roussemeau et les Roches. L'altitude maximale de la commune est de 185 m aux Roches.
L’Yonne passe à l’est de la commune.
Marsangy est aisément accessible grâce à la proximité des autoroutes A5 et A6.

### Climat
Pour des articles plus généraux, voir Climat de la Bourgogne-Franche-Comté et Climat de l'Yonne.
En 2010, le climat de la commune est de type climat océanique dégradé des plaines du Centre et du Nord, selon une étude du Centre national de la recherche scientifique s'appuyant sur une série de données couvrant la période 1971-2000. En 2020, Météo-France publie une typologie des climats de la France métropolitaine dans laquelle la commune est exposée à un climat océanique altéré et est dans la région climatique  Nord-est du bassin Parisien, caractérisée par un ensoleillement médiocre, une pluviométrie moyenne régulièrement répartie au cours de l’année et un hiver froid (3 °C). 
Pour la période 1971-2000, la température annuelle moyenne est de 11,4 °C, avec une amplitude thermique annuelle de 15,6 °C. Le cumul annuel moyen de précipitations est de 683 mm, avec 11,2 jours de précipitations en janvier et 7,5 jours en juillet. Pour la période 1991-2020, la température moyenne annuelle observée sur la station météorologique de Météo-France la plus proche, « Sens », sur la commune de Sens à 10 km à vol d'oiseau, est de 11,9 °C et le cumul annuel moyen de précipitations est de 644,7 mm. 
La température maximale relevée sur cette station est de 42,4 °C, atteinte le 25 juillet 2019 ; la température minimale est de −22,6 °C, atteinte le 14 février 1956,,. 
Les paramètres climatiques de la commune ont été estimés pour le milieu du siècle (2041-2070) selon différents scénarios d'émission de gaz à effet de serre à partir des nouvelles projections climatiques de référence DRIAS-2020. Ils sont consultables sur un site dédié publié par Météo-France en novembre 2022.

## Urbanisme

### Typologie
Au 1er janvier 2024, Marsangy est catégorisée commune rurale à habitat dispersé, selon la nouvelle grille communale de densité à sept niveaux définie par l'Insee en 2022.
Elle est située hors unité urbaine. Par ailleurs la commune fait partie de l'aire d'attraction de Sens, dont elle est une commune de la couronne,. Cette aire, qui regroupe 65 communes, est catégorisée dans les aires de 50 000 à moins de 200 000 habitants,.

### Occupation des sols
L'occupation des sols de la commune, telle qu'elle ressort de la base de données européenne d’occupation biophysique des sols Corine Land Cover (CLC), est marquée par l'importance des territoires agricoles (63,5 % en 2018), en diminution par rapport à 1990 (65,5 %). La répartition détaillée en 2018 est la suivante : 
terres arables (56,9 %), forêts (27,8 %), zones urbanisées (7 %), zones agricoles hétérogènes (6,6 %), eaux continentales (1,7 %). L'évolution de l’occupation des sols de la commune et de ses infrastructures peut être observée sur les différentes représentations cartographiques du territoire : la carte de Cassini (XVIIIe siècle), la carte d'état-major (1820-1866) et les cartes ou photos aériennes de l'IGN pour la période actuelle (1950 à aujourd'hui).

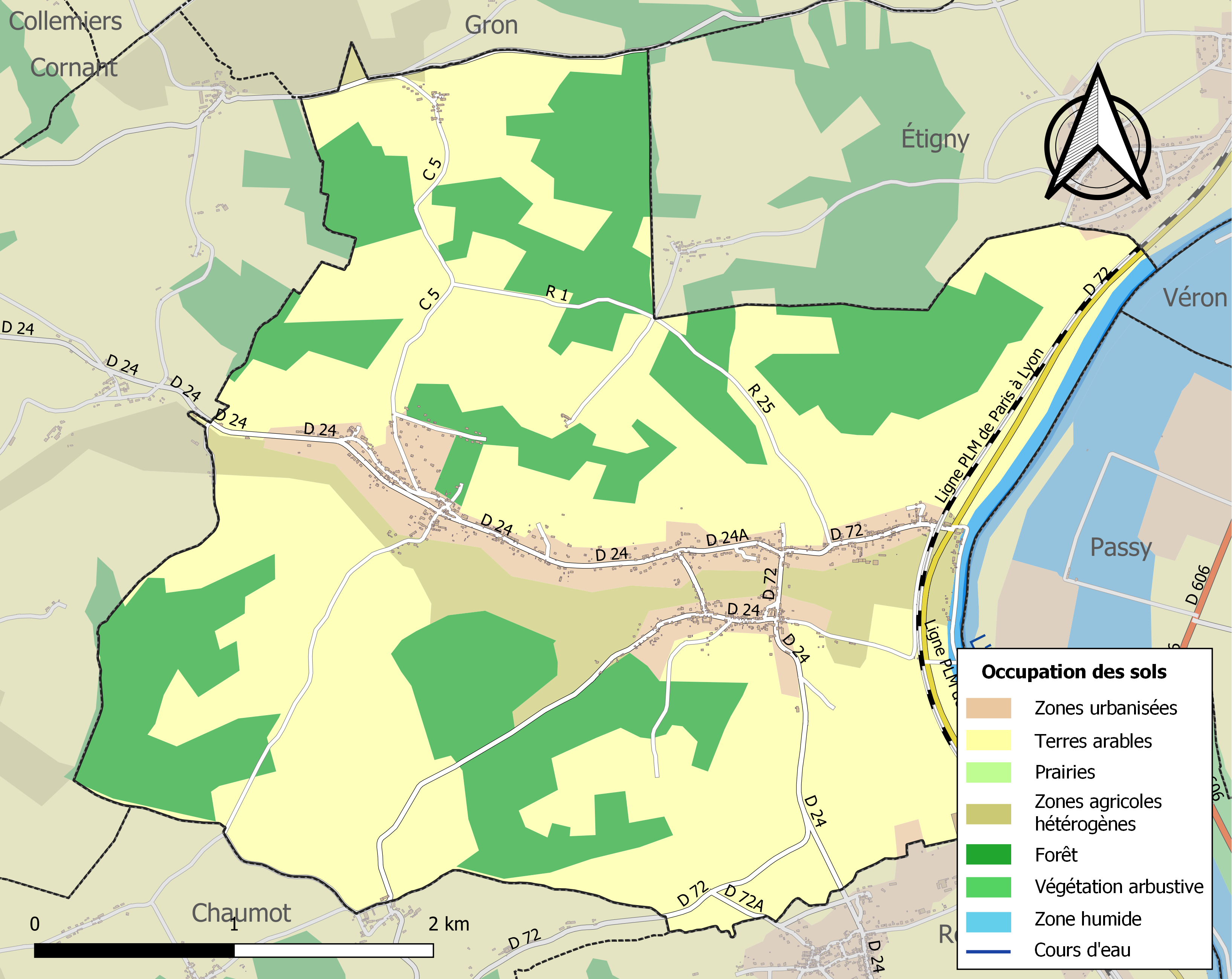
Carte des infrastructures et de l'occupation des sols de la commune en 2018 (CLC).

## Toponymie
Le nom de la localité est attesté sous la forme Maximiacus au VIIe siècle et 857; Massengiacum en 1188; Massengi en 1189; Marsengi en 1212; Marsengiacum en 1257; Marsangy en 1275,.
Il s'agit d'une formation toponymique gallo-romaine en -acum, suffixe locatif et de propriété d'origine gauloise, précédé du nomen Maximius (porté par un autochtone) avec possible attraction du le nomen Marcianus, pour expliquer l'adjonction définitive d'un [r] : Mass- > Mar- au XIIIe siècle. Cependant, Marcianus n'est plus en usage au Moyen Âge. Ce n'est pas la seule commune dont le nom procède d'une forme *Maximiacum pas forcément attesté, dont l'évolution plus régulière au nord de la France est représentée par Maissemy (Aisne), il existe aussi un autre Marsangis (Marne, Massangy 1131) qui a subi la même altération tardive. Une autre commune de l'Yonne porte un nom homonyme : Massangis (Massengi 1145).
Le gentilé Maximiacusiens d'allure savante (encore que la désinence casuelle a été conservée : un gentilé tel que *Maximiaciens était attendu) est formé à partir de Maximiacus.

## Histoire

### Paléolithique
En 1972 H. Carré découvre en rive gauche de l'Yonne le gisement de plein air magdalénien de Marsangy et est le premier à le fouiller. De 1974 à 1981 une équipe dirigée par Béatrice Schmider prend le relais, suivant les mêmes méthodes établies à Arcy-sur-Cure puis à Pincevent par André Leroi-Gourhan.
Des datations par le carbone 14 sur bois de renne ont donné des âges entre 12 120 et 11 600 ans AP. Des datations par thermoluminescence sur grès ont donné des âges entre 11 900 et 11 500. Selon Schmider et al. (1992), l'occupation du lieu s'est donc déroulée entre le Dryas moyen et le début de l'oscillation d'Alleröd (mais il semble que depuis les dates de l'Alleröd ont été reculées, se terminant en 12 900 AP selon les dates en cours en 2021).
Avec Arcy-sur-Cure et Solutré, Marsangy est un site phare du Paléolithique supérieur Bourguignon.

### Âge du bronze
Les grottes de Villiers-Toursol sont un site archéologique du Bronze final.

### Antiquité
Selon d'autres traditions, le village aurait été fondé par l’empereur Maximin lors de son expédition en Gaule contre les Germains en l’an 235, d’où l’appellation village de Maximin.

### Moyen-Âge
Marsangy aurait été une donation de Saint Tétrice, évêque d'Auxerre au VIIe siècle à la Cathédrale Saint-Étienne de Sens. Elle a vu se développer au fil des siècles moulins, tuileries, forges et exploitation du grès.
Au XIIIe siècle, les terres de Marsangy appartenaient au Chapitre cathédral de Sens et à l'Abbaye Saint-Rémi de Sens. Au XVIIe siècle, c'est un fief de la seigneurie de Bray-sur-Seine lui même dépendant de la Commanderie de Roussemeau.
Au XVIIIe siècle, c'est une seigneurie appartenant à la famille de Marsangy, dont le dernier seigneur châtelain est Maximilien-Roch-Robert-Louis Guillaume de Marsangy (1713-1790).
La famille de Marsangy du nom du dit village, originaire de Champagne, est célèbre dans la région, notamment Cécile de Marsangy dont une rue porte le nom à Sens. Les origines de la noblesse de la famille remontent au XVIe siècle. Christophe-Guillaume de Marsangy était bailli et gouverneur de Sens en 1562 ainsi que commissaire des guerres en 1570 durant les Guerres de religion qui ont touché la région.
Mademoiselle Cécile-Guillaume de Marsangy y possédait en effet des biens et maisons au XVIIe siècle où elle accueillit les nécessiteuses et orphelines des faubourgs vers 1680. Elle fonda notamment dans le faubourg d'Yonne un hospice des Orphelines.

## Politique et administration

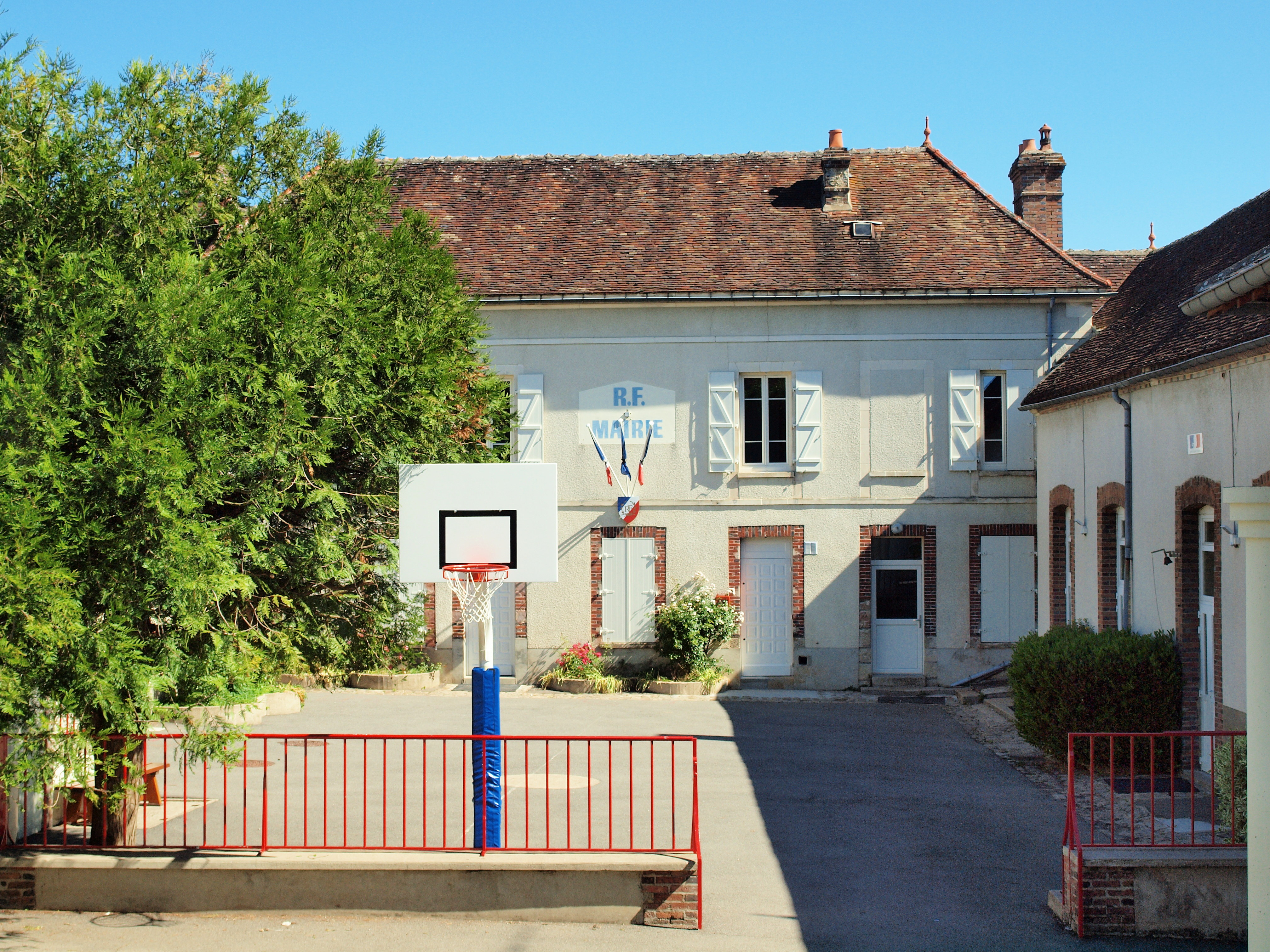
Mairie-école de Marsangy.

| Période | Période  | Identité           | Étiquette | Qualité |
| ------- | -------- | ------------------ | --------- | ------- |
|         |          |                    |           |         |
| 1947    | 1956     | Paul Potherat      |           |         |
| 1956    | 1965     | Camille Guinot     |           |         |
| 1965    | 1989     | Pierre Girault     |           |         |
| 1989    | 1995     | Raymond Marin      |           |         |
| 1995    | 2016     | Jean-Claude Faynot |           |         |
| 2016    | En cours | Philippe Fontenel  |           |         |

## Démographie
L'évolution du nombre d'habitants est connue à travers les recensements de la population effectués dans la commune depuis 1793. Pour les communes de moins de 10 000 habitants, une enquête de recensement portant sur toute la population est réalisée tous les cinq ans, les populations de référence des années intermédiaires étant quant à elles estimées par interpolation ou extrapolation. Pour la commune, le premier recensement exhaustif entrant dans le cadre du nouveau dispositif a été réalisé en 2007.

En 2022, la commune comptait 858 habitants, en évolution de +2,63 % par rapport à 2016 (Yonne : −1,95 %, France hors Mayotte : +2,11 %).
| 1793 | 1800 | 1806 | 1821 | 1831 | 1836 | 1841 | 1846 | 1851 |
| ---- | ---- | ---- | ---- | ---- | ---- | ---- | ---- | ---- |
| 803  | 649  | 649  | 738  | 786  | 763  | 798  | 856  | 914  |

| 1856 | 1861 | 1866 | 1872 | 1876 | 1881 | 1886 | 1891 | 1896 |
| ---- | ---- | ---- | ---- | ---- | ---- | ---- | ---- | ---- |
| 842  | 789  | 808  | 815  | 738  | 723  | 766  | 778  | 756  |

| 1901 | 1906 | 1911 | 1921 | 1926 | 1931 | 1936 | 1946 | 1954 |
| ---- | ---- | ---- | ---- | ---- | ---- | ---- | ---- | ---- |
| 697  | 695  | 629  | 514  | 522  | 506  | 433  | 446  | 366  |

| 1962 | 1968 | 1975 | 1982 | 1990 | 1999 | 2006 | 2007 | 2012 |
| ---- | ---- | ---- | ---- | ---- | ---- | ---- | ---- | ---- |
| 303  | 345  | 372  | 384  | 538  | 692  | 801  | 816  | 811  |

| 2017 | 2022 | - | - | - | - | - | - | - |
| ---- | ---- | - | - | - | - | - | - | - |
| 849  | 858  | - | - | - | - | - | - | - |

## Monuments

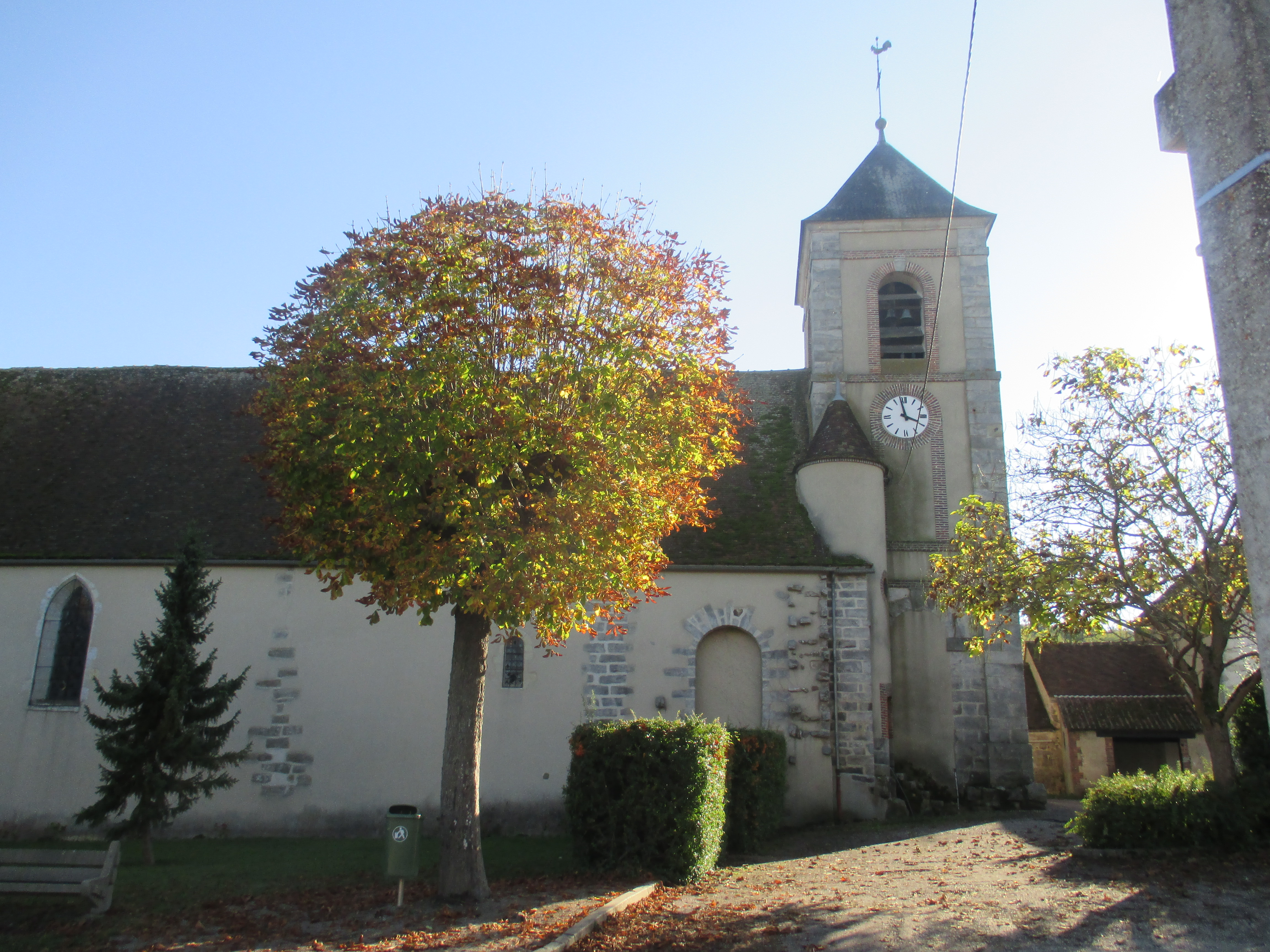
Église Saint-Germain de Marsangy.

- Église Saint-Germain: fondée au IXe siècle; l'église possède une porte romane sous le porche. La tour-porche date de 1768. Les vitraux sont du XIIIe siècle et du XIVe siècle. L'un d'eux représente saint Germain, patron de l'église et d'autres religieux, évêques et abbés dont un certain Maître Bovo et un maître Guido[19]. Son autel avec un retable sont du XVIIIe siècle. On y trouve également un tableau représentant Saint Germain.
- La commanderie hospitalière de Roussemeau : Elle est située dans le fond de vallée menant à Égriselles-le-bocage[19]. Elle dépendait de l'Ordre de Saint-Jean de Jérusalem, Rhodes et Malte et est citée dès 1150. Elle fut rattachée à Launay en 1474[28].
- Le château, construit au cœur du village par Robert de Marsangy à partir de 1616. Il appartenait à la famille des Bonneville de Marsangy. Il en reste aujourd'hui un pigeonnier, des fossés, un pont-levis et des communs transformés en ferme[29].

## Personnages liés à la commune
- Christophe Guillaume de Marsangy était bailli et gouverneur de Sens en 1562 ainsi que commissaire des guerres en 1570 durant les Guerres de religion qui ont touché la région.
- Régine et Gérard Gnemmi qui possède l'ancien château "fief de la Motte" situé dans le centre le Marsangy.
- Maximilien-Roch-Robert-Louis Guillaume de Marsangy (1713-1790), page de la petite écurie du Roi en 1729, écuyer de main du Roi en 1740, Garde de la Marine, Capitaine au Régiment du Dauphin cavalerie, enterré dans l'église.
- Louis-Bernard Guillaume de Marsangy, Docteur en Sorbonne, Vicaire général du diocèse de Troyes, trésorier de l'église primatiale de Sens, prieur commendataire de Laval.
- Le baron Thénard, collaborateur de Gay-Lussac, était propriétaire d’importants biens provenant de l’ancienne seigneurie de Chaumot. Sa petite-fille et héritière Caroline Thénard légua ses biens aux orphelins des communes sur lesquelles ces terres se situaient. Le "Legs Thénard" permet de leur verser une rente jusqu'à leur majorité.
- Louis Bénigne François Bertier de Sauvigny, intendant général de Paris massacré à la Révolution en juillet 1789
- Louis Antoine Fauvelet de Bourrienne, ami et secrétaire de Napoléon Ier, Ministre, préfet de police de Paris puis député de l'Yonne. Né à Bourrienne, hameau de la commune de Marsangy.

## Équipement collectif, enseignement
- Depuis 1993, les classes primaires se trouvent à Marsangy et les classes maternelles à Rousson.

## Animation et vie locale
Le village a plusieurs associations, en particulier Agissons ensemble pour Marsangy qui organise de nombreuses animations culturelles, sportives (gymnastique, marche nordique, vtt) et festives (vide-grenier, marche dînatoire, repas anîmés...).
La bibliothèque municipale organise des expositions et des animations culturelles liées à l'histoire de Marsangy.

## Pour approfondir
Les ouailles ont déposé une plainte contre le maire pour avoir fait sonner les cloches à Marsangy quand elles étaient à Rome « La Lanterne » 1er mai 1908